# Sargus chrysis
Sargus chrysis är en tvåvingeart som beskrevs av Friedrich Hermann Loew 1855. Sargus chrysis ingår i släktet Sargus och familjen vapenflugor. Inga underarter finns listade i Catalogue of Life.